# Beaumont-en-Auge
Beaumont-en-Auge je francouzská obec v departementu Calvados v regionu Normandie. Žije zde 387 obyvatel.

## Geografie

### Sousední obce
| Růžice kompasu |                       | Saint-Étienne-la-Thillaye |         | Růžice kompasu |
| Růžice kompasu | Glanville             | Sever                     | Reux    | Růžice kompasu |
| Růžice kompasu | Glanville             | Beaumont-en-Auge          | Reux    | Růžice kompasu |
| Růžice kompasu | Glanville             | Jih                       | Reux    | Růžice kompasu |
| Růžice kompasu | Bourgeauville Valsemé | Drubec                    | Clarbec | Růžice kompasu |